# Jansen, Nebraska
Jansen är en ort (village) i Jefferson County i Nebraska. Orten har fått namn efter markägaren Peter Jansen. Vid 2010 års folkräkning hade Jansen 118 invånare.